# Christina Jantz-Herrmann

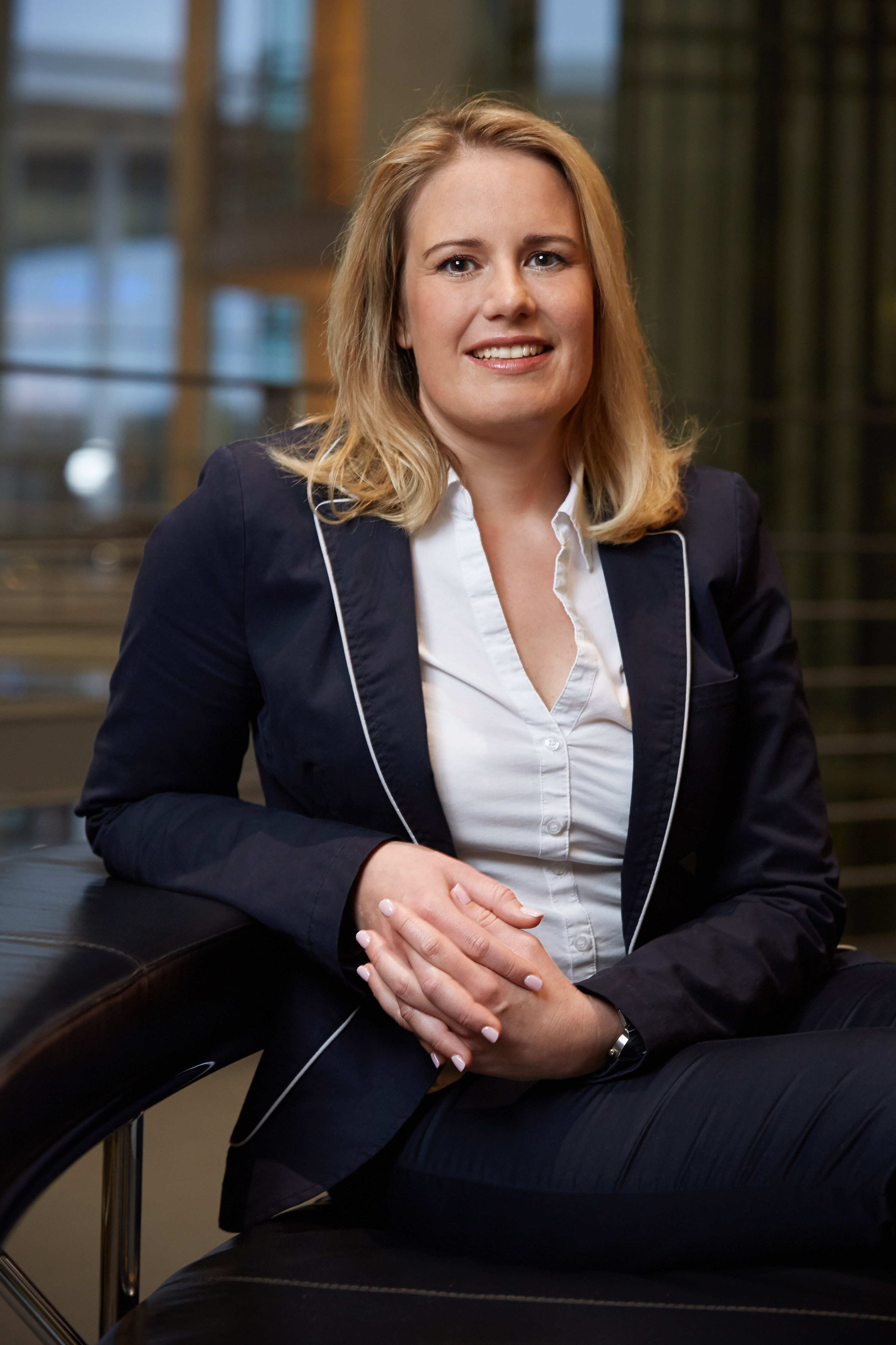
Christina Jantz-Herrmann als Bundestagsabgeordnete

Christina Jantz-Herrmann (geb. Jantz; * 6. September 1978 in Bremen) ist eine deutsche Politikerin der SPD. Von 2013 bis 2017 gehörte sie dem Deutschen Bundestag an.

## Biografie

### Ausbildung, Beruf und Privates
Jantz-Herrmann wuchs in Schwanewede auf, wo sie die Grundschule Dreienkamp und die Kooperative Gesamtschule besuchte. Anschließend absolvierte sie eine Ausbildung zur Verwaltungsfachangestellten und qualifizierte sich neben ihrer beruflichen Tätigkeit zur Verwaltungsfachwirtin. Zunächst arbeitete Jantz-Herrmann als Sachbearbeiterin beim Senator für Finanzen Bremen. Sie wechselte dann an die Universität Bremen, um dort als stellvertretende Referatsleiterin zu arbeiten. Bis zur Bundestagswahl im September 2013 war Jantz-Herrmann als stellvertretende Leiterin des Bremer Ortsamtes Vegesack tätig. Nach ihrem Ausscheiden aus dem Bundestag im Jahr 2017 wurde sie Lehrkraft an der Verwaltungsschule Bremen. Seit dem 1. Januar 2021 ist sie hauptamtliche Bürgermeisterin der Gemeinde Schwanewede.
Jantz-Herrmann ist seit Dezember 2015 verheiratet und Mutter eines Sohnes und einer Tochter.

## Politik

### Partei
Seit dem Jahr 2005 ist Jantz-Herrmann Mitglied der SPD. Sie ist seit dem Jahr 2012 Vorsitzende der SPD im Kreis Osterholz und stellvertretende Vorsitzende der SPD im Bezirk Nord-Niedersachsen. Außerdem ist sie Revisorin im Landesvorstand der SPD Niedersachsen.

### Kommunalpolitik
Seit 2006 ist Jantz-Herrmann Mitglied im Rat der Gemeinde Schwanewede, von November 2011 bis zur Bundestagswahl 2013 war sie Vorsitzende der SPD-Fraktion im Gemeinderat und Sprecherin der Gruppe SPD/Bündnis 90/Die Grünen. Bis heute ist sie Mitglied der SPD-Fraktion im Gemeinderat von Schwanewede. Bei der Bürgermeisterwahl in Schwanewede im November 2020 trat Jantz-Herrmann als Kandidatin der SPD an. Im ersten Wahlgang erreichte sie 49 % der Stimmen; sie gelangte damit in die Stichwahl gegen Dieter von Bistram (34 %), in der sie am 13. Dezember mit 60,5 % als Siegerin hervorging.

### Bundestagsabgeordnete
Als Mitglied des Bundestages in der 18. Wahlperiode von 2013 bis 2017 gehörte Jantz-Herrmann dem Ausschuss für Recht und Verbraucherschutz und dem Ausschuss für Ernährung und Landwirtschaft an. Sie war Tierschutzbeauftragte der SPD-Bundestagsfraktion sowie gemeinsam mit Martin Rabanus Sprecherin des Netzwerks Berlin, eines Zusammenschlusses von SPD-Bundestagsabgeordneten. Ferner war sie Mitherausgeberin der Zeitschrift Berliner Republik.